# Reinhard Kiauka

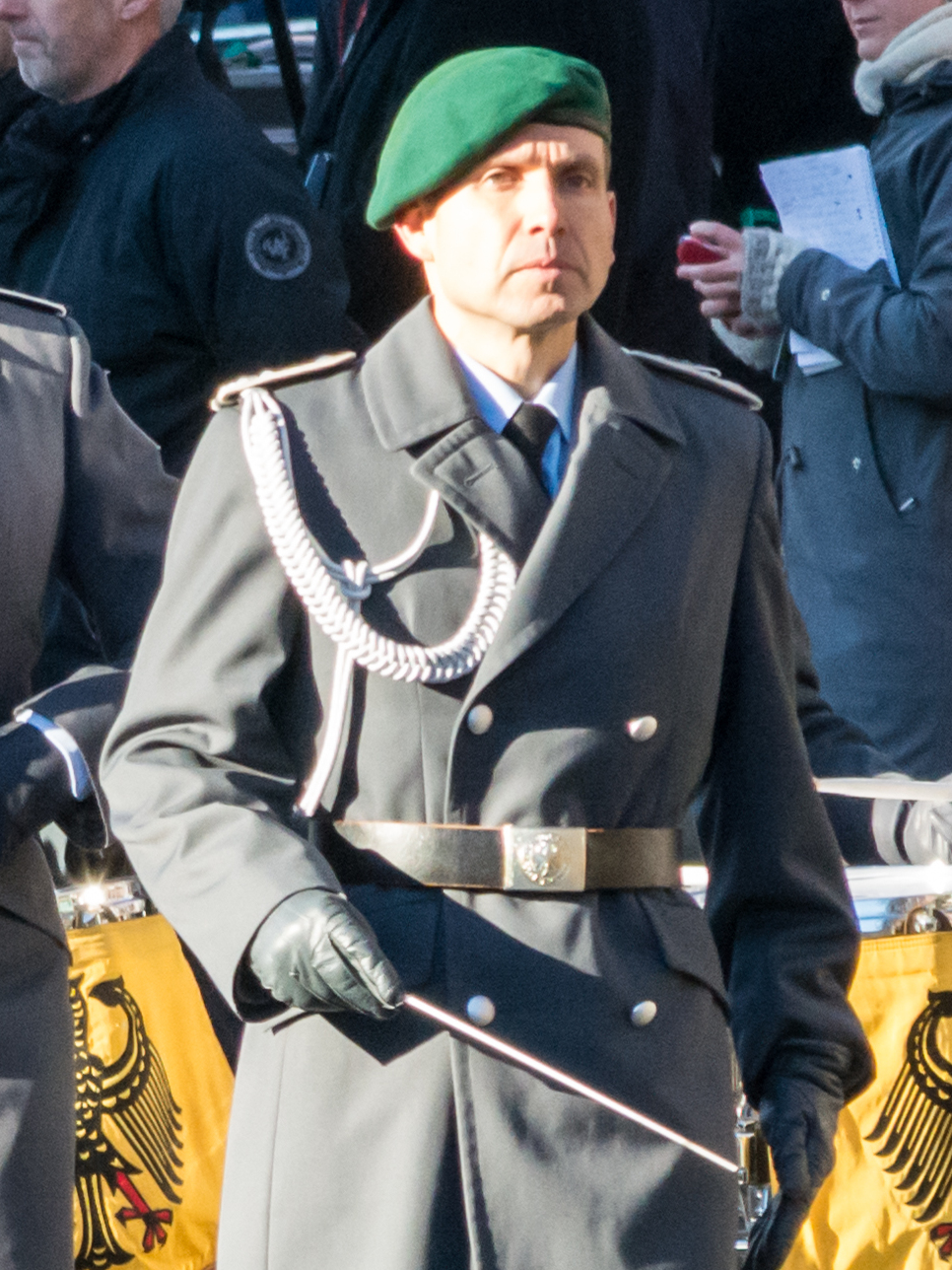
Reinhard Kiauka (2015)

Reinhard Martin Kiauka (* 1967 in Köln) ist ein deutscher Kapellmeister und Soldat im Dienstgrad eines Oberstleutnant. Seit dem Jahr 2014 leitet er das Stabsmusikkorps der Bundeswehr in Berlin.

## Leben
Kiauka begann seine musikalische Ausbildung an der Rheinischen Musikschule, wo er Unterricht am Klavier und der Posaune erhielt. Nach dem Abitur ging er zur Bundeswehr und schlug dort beim Ausbildungsmusikkorps der Bundeswehr eine Laufbahn als Musikoffizier ein. Im April 1989 begann er ein Studium an der Robert Schumann Hochschule Düsseldorf, wo er den Dirigier-Unterricht bei Wolfgang Trommer und die Klavierklasse von Udo Falkner besuchte. Im Jahr 1994 legte Kiauka das Kapellmeisterexamen mit Auszeichnung ab.
Danach diente er zunächst als 2. Musikoffizier in Ulm und Münster, bevor er von 1995 bis 1998 das Kammerorchester des Musikkorps der Bundeswehr leitete. Seit Mai 1998 leitete Kiauka das Heeresmusikkorps 100 in Münster. Im Februar 2007 wechselte er als Leiter zum Ausbildungsmusikkorps der Bundeswehr. Von Mai 2008 bis Juni 2014 leitete Kiauka dann das Heeresmusikkorps 2.
Seit dem Jahr 2014 leitet Kiauka in Berlin das Stabsmusikkorps der Bundeswehr. In dieser Funktion dirigierte Kiauka das Blasorchester beim Großen Zapfenstreich anlässlich der Verabschiedung der Bundeskanzlerin Angela Merkel am 3. Dezember 2021 sowie des Bundeskanzlers Olaf Scholz am 5. Mai 2025. Ferner dirigierte Kiauka bei vielen weiteren herausragende Ereignissen und Anlässen, so bspw. zur Indienststellung der Panzerbrigade 45 "Litauen" im Jahr 2025. 
Kiauka lebt mit seiner Frau und seinem Sohn in Berlin-Hermsdorf.